# Дон Гефлер
Дон Гефлер (англ. Don C. Hoefler, ~1922 — 15 квітня 1986) — американський журналіст, придумав термін «Кремнієва долина». Його друг Ральф Ваерст запропонував назву «Кремнієва долина» в серії статей під назвою «Кремнієва долина, США», які почали друкуватися з 11 січня 1971 року в щотижневій торговій газеті Electronic News.
З середини 1970-х аж до своєї смерті в 1986 році, Гефлер видавав новинний бюлетень під назвою «Новини Мікроелектроніки» (англ. Microelectronics News), яке однозначно можна було охарактеризувати як «таблоїд» американської напівпровідникової промисловості, що формувалася тоді. Смітсонівський Національний Музей Американської Історії виставив для загального доступу в інтернет більшість з опублікованих бюлетнів.